# Beitrittsverhandlungen Serbiens mit der Europäischen Union
Die Regierung Serbiens stellte am 22. Dezember 2009 den Antrag auf Mitgliedschaft in der Europäischen Union. Offiziell gilt Serbien seit dem 1. März 2012 als Beitrittskandidat. Die Verhandlungen begannen am 21. Januar 2014.

## Stabilisierungs- und Assoziierungsabkommen

### Aufnahme der Verhandlungen
Erste Gespräche mit Serbien fanden gleich nach dem Sturz von Slobodan Milošević im Jahr 2000 statt, damals noch mit der Staatenunion Serbien und Montenegro. Konkrete Verhandlungen über ein Stabilisierungs- und Assoziierungsabkommen (SAA) begannen im November 2005. Die Europäische Union gab bekannt, dass sie die volle Kooperation Serbiens mit dem Internationalen Strafgerichtshof für das ehemalige Jugoslawien (ICTY) in Den Haag fordere. Zudem verlangte die EU die Lösung der ethnischen Probleme im Kosovo, die Bekämpfung der Armut und der Korruption im Süden des Landes.
Die Tatsache, dass zu diesem Zeitpunkt Radovan Karadžić und Ratko Mladić nicht verhaftet waren, erschwerte die Verhandlungen. Am 3. Mai 2006 setzte die Europäische Union die Verhandlungen aus diesem Grund aus. Dies verlangsamte das Tempo von Serbiens EU-Beitritt und den Reformprozess in Serbien. Im Juli 2006 veröffentlichte die serbische Regierung einen Aktionsplan zur Verhaftung der Ex-Generäle. Die Parteien einigten sich über die neue Regierung unter Präsident Boris Tadić. Es wurde ein nationaler Sicherheitsrat geschaffen, und die Union begann mit der Wiederaufnahme der Verhandlungen am 13. Juni 2007.

### Paraphierung
Am 8. November 2007 unterzeichneten EU-Erweiterungskommissar Olli Rehn und Vizepremier Božidar Đelić das Stabilisierungs- und Assoziationsabkommen zwischen der Europäischen Union und Serbien in Brüssel. Olli Rehn gab als Grund für die Paraphierung die verbesserte Zusammenarbeit Serbiens mit dem Internationalen Strafgerichtshof an. Die Chefanklägerin Carla Del Ponte berichtete der EU, dass Serbien mit dem ICTY ausreichend zusammenarbeitete. Jedoch müsse noch Ratko Mladić ausgeliefert werden, bevor das Abkommen unterzeichnet werde. Am 14. Januar 2008 monierte allerdings der ICTY-Staatsanwalt Serge Brammertz, dass es noch immer keine vollständige Zusammenarbeit gebe, und zwei Tage später beschlossen die Niederlande und Belgien, das Abkommen nicht zu unterzeichnen, bis die vollkommene Zusammenarbeit gewährleistet ist.

### Unterzeichnung des SAA
Nach langen Verhandlungen einigten sich die Außenminister der 27 Mitgliedsländer am 29. April 2008, zwei Wochen vor der Parlamentswahl in Serbien, auf die Unterzeichnung des Abkommens, die Vizepremier Božidar Đelić in Anwesenheit von Präsident Boris Tadić noch am selben Tag in Luxemburg vornahm. In ihrem Beschluss legten die EU-Außenminister jedoch fest, dass das Abkommen erst dann wirksam wird, wenn die EU-Regierungen „einstimmig feststellen, dass die Republik Serbien vollständig mit dem Internationalen Kriegsverbrechertribunal kooperiert“.
Am 9. September 2008 ratifizierte das serbische Parlament das vorläufige Stabilisierungs- und Assoziierungsabkommen mit der EU. Eine Ratifizierung wird von Seiten der EU jedoch an die Bedingung geknüpft, die vollständige Zusammenarbeit mit dem Kriegsverbrechertribunal in Den Haag zu gewährleisten. Unter anderem wurde erwartet, dass Serbien die letzten beiden flüchtigen Kriegsverbrecher Ratko Mladić und Goran Hadžić ausliefert. Insbesondere die Niederlande waren noch skeptisch, ratifizierten aber am 27. Februar 2012 das SAA.
Nachdem Litauen im Juni 2013 nach längerer Verzögerung das Abkommen als letztes der bisherigen 27 EU-Länder ratifiziert hat, trat es planmäßig am 1. September 2013 in Kraft. Serbien ist damit Assoziiertes Mitglied der EU, womit die formalen Bedingungen für die Aufnahme von Beitrittsverhandlungen erfüllt sind.

## Weg zum Beitrittskandidatenstatus (2008 bis 2012)
Radovan Karadžić wurde überraschend am 21. Juli 2008 in Belgrad festgenommen und schon neun Tage später an den Internationalen Strafgerichtshof für das ehemalige Jugoslawien überstellt. Diese Entwicklung wurde in Europa sehr positiv aufgenommen und als großer Schritt Serbiens Richtung EU angesehen.
Am 23. Januar 2009 erklärte der stellvertretende serbische Regierungschef Božidar Đelić, dass Serbien noch während der tschechischen EU-Ratspräsidentschaft, die am 30. Juni endete, offiziell den Antrag auf Mitgliedschaft in der Europäischen Union stellen werde. Dies geschah schließlich aber doch nicht. Eine neuerliche Ankündigung fand im November 2009 durch den serbischen Außenminister Vuk Jeremić im Anschluss an ein Gespräch mit EU-Erweiterungskommissar Rehn statt.
Am 7. Dezember 2009 wurde von den Außenministern der EU ein Interimsabkommen für Handelserleichterungen mit Serbien freigegeben, das seit seiner Unterzeichnung im April 2008 von den Niederlanden blockiert worden war. Innerhalb von sechs Monaten soll auch das Stabilisierungs- und Assoziierungsabkommen neu verhandelt werden.
Auf Beschluss der Innenminister der EU vom 30. November 2009 können die Bürger Serbiens wie auch die von Mazedonien und Montenegro seit dem 19. Dezember 2009 visafrei in die Schengen-Teilnehmerstaaten der EU reisen.
Die serbische Regierung stellte am 22. Dezember 2009 einen Antrag auf Mitgliedschaft in der Europäischen Union. Präsident Boris Tadić übergab in Stockholm den Aufnahmeantrag seines Landes an EU-Erweiterungskommissar Olli Rehn und den schwedischen Ministerpräsidenten Fredrik Reinfeldt. Am 25. Oktober 2010 beschlossen die EU-Außenminister in Luxemburg einstimmig, das serbische Beitrittsgesuch an die EU-Kommission weiterzuleiten. Am 31. Januar 2011 wurden die serbischen Antworten auf den Beitrittsfragebogen der EU-Kommission übergeben.
Am 26. Mai 2011 wurde Ratko Mladić in Lazarevo verhaftet. Serbien erwartet nun einen zügigen EU-Beitritt, wobei die Wirtschafts- und Finanzkrise auch für Serbien einen raschen EU-Beitritt erschwert. Nachdem am 20. Juli 2011 der letzte gesuchte Kriegsverbrecher Goran Hadžić verhaftet wurde, hat Serbien nunmehr fast alle Forderungen der EU erfüllt. Dennoch lehnten die Staats- und Regierungschefs auf dem EU-Gipfel Anfang Dezember in Brüssel ab, Serbien den Status als Beitrittskandidat zuzusprechen. Gegen die dafür notwendige einstimmige Entscheidung hatte vor allem Deutschland sein Veto eingelegt. Vorausgegangen war der anhaltende Grenzkonflikt zwischen Serbien und dem Kosovo, dessen Status völkerrechtlich umstritten ist. Unter anderem hatten im November 2011 serbische Demonstranten in der Grenzregion Soldaten der NATO-geführten Kosovotruppe KFOR attackiert. Dabei waren auch zahlreiche deutsche Soldaten verletzt worden. Am Rande der 48. Münchner Sicherheitskonferenz sagte der österreichische Verteidigungsminister Norbert Darabos, dass Serbien den Kandidatenstatus rasch erhalten solle, da die Regierung in Belgrad klare Signale sende, dass sie an einer Lösung des Kosovo-Konflikts interessiert sei.

## Kandidatenstatus
Am 1. März 2012 erhielt Serbien den Status eines Beitrittskandidaten. Zuvor hatte EU-Mitglied Rumänien seinen Widerstand aufgegeben, nachdem ein serbisch-rumänisches Abkommen zum Minderheitenschutz unterzeichnet worden war. Der rumänische Politiker Cristian Diaconescu hatte u. a. Garantien für die in Serbien lebende Minderheit der Walachen gefordert.
Getrübt wurden die Beitrittsaussichten Serbiens Anfang August 2012, als die Ende Juli neu eingesetzte Regierung von Ministerpräsident Ivica Dačić (SPS) das Parlament über ein umstrittenes Gesetz abstimmen ließ. Dieses soll im Zusammenhang mit einem historischen Staatsdefizit von 2,2 Mrd. Euro der Regierung mehr Kontrolle über die Zentralbank geben. 139 Abgeordnete votierten für das Gesetz, 39 dagegen. Der Internationale Währungsfonds, die Weltbank und die EU hatten zuvor protestiert. Der Nationalbank-Gouverneur Dejan Šoškić war zwei Tage vor der Abstimmung aus Protest zurückgetreten. Die Europäische Union erklärte, dass die Bemühungen Serbiens um einen EU-Beitritt mit Verabschiedung des Gesetzes zurückgeworfen worden seien.
Ende Juni 2013 beschloss ein EU-Gipfel, dass die EU im Januar 2014 Beitrittsverhandlungen mit Serbien aufnehmen wird. Voraussetzung dafür sei, dass die Vereinbarungen zur Normalisierung der Beziehungen zum Kosovo belebt werden.

## Übersicht über den Verhandlungsfortschritt
Die Verhandlungen begannen am 21. Januar 2014 mit einer Pressekonferenz in Brüssel, das Screening wurde Ende März 2015 abgeschlossen. Serbien hoffte im Jahre 2018, bereits 2020 in die EU aufgenommen zu werden. Am 10. Dezember 2018 fand die 9. Beitrittskonferenz statt. Am 27. Juni 2019 fand die 10. Beitrittskonferenz in Brüssel mit dem Schwerpunkt „Kapitel 9 – Finanzdienstleistungen“ statt, bei der ein provisorischer Abschluss des Kapitels jedoch nur in Aussicht gestellt wurde. Am 10. Dezember 2019 fand die 11. Beitrittskonferenz in Brüssel mit dem Schwerpunkt „Kapitel 4 – Freier Kapitalverkehr“ statt. Im Jahr 2020 fand keine Beitrittskonferenz statt. Im Juni und Dezember 2021 fanden die 12. und 13. Beitrittskonferenz statt.
Die Verhandlungen wurden von verschiedenen Störungen erschüttert, die sich um den Kosovo drehen. Nach dem Russischen Überfall auf die Ukraine seit 2022 hatte die Regierung Serbiens die Kosovo-Serben angewiesen, ihre Vertreter aus den kosovarischen Verwaltungen abzuziehen. Ende September 2023 eskalierte die Situation weiter, als 30 Kämpfer, offenbar angeführt vom serbischen Lokalpolitiker Milan Radoičić, mit Fahrzeugen, beladen mit Waffen und Munition, in den Kosovo eindringen wollten. Bei einer anschließenden Schießerei wurden drei seiner Kämpfer und ein kosovarischer Polizist getötet, Radoičić und der Großteil seiner Truppe zogen sich auf serbisches Staatsgebiet zurück. Sechs seiner Kämpfer wurden im Kosovo verhaftet. Nach pro-russischen Auftritten des serbischen Staatschefs Aleksandar Vučić und der Schießerei vom September 2023 sprachen sich EU-Parlamentarier öffentlich für ein Einfrieren der Beitrittsverhandlungen mit Serbien aus. Beobachter forderten weiter, den als pro-serbisch geltenden EU-Verhandler Miroslav Lajčák abzulösen.
| Kapitel                                                                  | Screening          | eröffnet          | abgeschlossen     |
| ------------------------------------------------------------------------ | ------------------ | ----------------- | ----------------- |
| 1. Freier Warenverkehr                                                   | 20. Juni 2014      | –                 | –                 |
| 2. Freizügigkeit der Arbeitnehmer                                        | 30. Januar 2014    | –                 | –                 |
| 3. Niederlassungsfreiheit und freier Dienstleistungsverkehr              | 13. März 2014      | –                 | –                 |
| 4. Freier Kapitalverkehr                                                 | 15. Dezember 2014  | 10. Dezember 2019 | –                 |
| 5. Vergaberecht                                                          | 13. Mai 2014       | 13. Dezember 2016 | –                 |
| 6. Gesellschaftsrecht                                                    | 5. Februar 2015    | 11. Dezember 2017 | –                 |
| 7. Schutz geistiger Eigentumsrechte                                      | 25. September 2014 | 20. Juni 2017     | –                 |
| 8. Wettbewerbsrecht                                                      | 2. April 2014      | –                 | –                 |
| 9. Finanzdienstleistungen                                                | 17. März 2015      | 27. Juni 2019     | –                 |
| 10. Informationsgesellschaft und Medien                                  | 2. Juli 2014       | –                 | –                 |
| 11. Landwirtschaft und ländliche Entwicklung                             | 16. Mai 2014       | –                 | –                 |
| 12. Lebensmittelsicherheit, Veterinärpolitik und Pflanzenschutz          | 12. Februar 2014   | –                 | –                 |
| 13. Fischerei                                                            | 14. November 2014  | 26. Juni 2018     | –                 |
| 14. Verkehrspolitik                                                      | 27. Februar 2015   | 14. Dezember 2021 | –                 |
| 15. Energie                                                              | 12. Juni 2014      | 14. Dezember 2021 | –                 |
| 16. Steuerpolitik                                                        | 6. März 2015       | –                 | –                 |
| 17. Wirtschafts- und Währungspolitik                                     | 12. März 2015      | 10. Dezember 2018 | –                 |
| 18. Statistiken                                                          | 21. Mai 2014       | 10. Dezember 2018 | –                 |
| 19. Sozialpolitik und Beschäftigung                                      | 12. Februar 2014   | –                 | –                 |
| 20. Unternehmens- und Industriepolitik                                   | 3. April 2014      | 27. Februar 2017  | –                 |
| 21. Transeuropäisches Verkehrsnetz                                       | 30. April 2014     | 14. Dezember 2021 | –                 |
| 22. Regionalpolitik und Koordination der strukturpolitischen Instrumente | 29. Januar 2015    | –                 | –                 |
| 23. Justiz und Grundrechte                                               | 30. Januar 2014    | 18. Juli 2016     | –                 |
| 24. Justiz, Freiheit und Sicherheit                                      | 30. Januar 2014    | 18. Juli 2016     | –                 |
| 25. Wissenschaft und Forschung                                           | 12. Juni 2014      | 13. Dezember 2016 | 13. Dezember 2016 |
| 26. Bildung und Kultur                                                   | 20. Februar 2014   | 27. Februar 2017  | 27. Februar 2017  |
| 27. Umwelt                                                               | 21. November 2014  | 14. Dezember 2021 | –                 |
| 28. Verbraucher- und Gesundheitsschutz                                   | 4. Februar 2015    | –                 | –                 |
| 29. Zollunion                                                            | 4. Juni 2014       | 20. Juni 2017     | –                 |
| 30. Beziehungen nach außen                                               | 9. Oktober 2014    | 11. Dezember 2017 | –                 |
| 31. Außenpolitik, Sicherheits- und Verteidigungspolitik                  | 10. Oktober 2014   | –                 | –                 |
| 32. Finanzkontrolle                                                      | 25. November 2013  | 14. Dezember 2015 | –                 |
| 33. Finanz- und Haushaltsbestimmungen                                    | 24. März 2015      | 26. Juni 2018     | –                 |
| 34. Institutionen                                                        | entfällt           | entfällt          | entfällt          |
| 35. Andere Fragen: Beziehungen zum Kosovo (Pflichtige Anerkennung nötig) | 22. Januar 2014    | 14. Dezember 2015 | –                 |
| abgeschlossen                                                            | 34                 | 22                | 2                 |
| ausstehend                                                               | 0                  | 12                | 32                |

Verhandlungsfortschritt: